# Joel Soriano
Joel Manuel Soriano (Yonkers, 30 gennaio 2000) è un cestista statunitense con cittadinanza dominicana.